# Ірпінська міська рада
Ірпі́нська міська́ ра́да — адміністративно-територіальна одиниця та орган місцевого самоврядування у складі Бучанського району Київської області з адміністративним центром у місті героя Ірпеня, що має статус міста обласного значення.

## Загальні відомості
Ірпінська міська рада утворена в 1956 році.
- Територія міської ради: 110,83 км²
- Населення ради: 82 494 особи (станом на 1 вересня 2015 року)[1]

## Географія
Територія Ірпінської міської ради межує:
- на півночі та заході з Бородянським районом (с. Блиставиця, с. Озера)
- на півдні з Києво-Святошинським районом (с. Горенка, с. Михайлівка-Рубежівка, с. Мироцьке)
- на сході з територією м. Києва
- в центрі з територією Бучанської міської ради

Територією ради протікають річки Ірпінь, Бучанка та Рокач.

## Адміністративний устрій
Окрім міста Ірпінь, Ірпінській міській раді адміністративно підпорядковані 3 селищні ради:
- м. Ірпінь
- Ворзельська селищна рада
  - смт Ворзель
- Гостомельська селищна рада
  - смт Гостомель
- Коцюбинська селищна рада
  - смт Коцюбинське

## Склад ради
Рада складається з 36 депутатів та голови.
- В.о. Ірпінського міського голови-секретар Ірпінської міської ради: Літвинов Андрій Вікторович

### Керівний склад попередніх скликань
| Прізвище, ім'я, по батькові      | Основні відомості                                                                                          | Дата обрання | Дата звільнення |
| -------------------------------- | --- | ------------ | --------------- |
| Свистович Мирослава Богданівна   | Міський голова, 1970 року народження, позапартійна                                                         | 26.03.2006   | 22.01.2007      |
| Бондар Олег Васильович           | Міський голова, 1965 року народження, безпартійний                                                         | 17.06.2007   | 31.10.2010      |
| Скаржинський Володимир Данилович | Міський голова, 1949 року народження, освіта вища, член Партії регіонів                                    | 31.10.2010   | 25.02.2014      |
| Карплюк Володимир Андрійович     | Міський голова, 1981 року народження, освіта вища                                                          | 26.10.2014   | 25.10.2015      |
| Карплюк Володимир Андрійович     | Міський голова, 1981 року народження, освіта вища, член політичної партії «Нові обличчя»                   | 25.10.2015   | 2.08.2018       |
| Попсуй Анастасія Вікторівна      | В.о. Ірпінського міського голови, 1985 року народження, освіта вища, член політичної партії «Нові обличчя» | 3.08.2018    | 31.10.2019      |
| Літвинов Андрій Вікторович       | В.о. Ірпінського міського голови, 1985 року народження, освіта вища, член політичної партії «Нові обличчя» | 31.10.2019   |                 |

Примітка: таблиця складена за даними сайту Верховної Ради України та ЦВК

### Депутати VII скликання
За результатами місцевих виборів 2015 року депутатами ради стали:

#### За суб'єктами висування
| Суб'єкт висування                                          | Кількість обраних депутатів | %     |
| ---------------------------------------------------------- | --------------------------- | ----- |
| Політична партія «Нові обличчя»                            | 15                          | 41.67 |
| Партія Блок Петра Порошенка «Солідарність»                 | 5                           | 13.89 |
| Політична партія Всеукраїнське об'єднання «Свобода»        | 4                           | 11.11 |
| Політична партія «Українське Об'єднання патріотів — УКРОП» | 4                           | 11.11 |
| Політична партія Всеукраїнське об'єднання «Батьківщина»    | 3                           | 8.33  |
| Партія «Солідарність жінок України»                        | 3                           | 8.33  |
| Партія захисників Вітчизни                                 | 2                           | 5.56  |

#### За округами
| № округу                                                   | Прізвище, ім'я, по батькові      | Дата нар.  | Освіта              | Партійна приналежність                                           | Відомості |
| ---------------------------------------------------------- | -------------------------------- | ---------- | ------------------- | ---------------------------------------------------------------- | --- |
| Політична партія «Нові обличчя»                            |                                  |            |                     |                                                                  | |
| 9                                                          | Маркушин Олександр Григорович    | 13.04.1980 | вища                | член Політичної партії «Нові обличчя»                            | КП «Ірпіньводоканал», заступник директора                                                                            |
| 5                                                          | Страховський Андрій Андрійович   | 12.01.1978 | вища                | безпартійний                                                     | Ірпінська міська рада Київської області, начальник відділу                                                           |
| 22                                                         | Бурчак Олександр Володимирович   | 04.10.1974 | вища                | член Політичної партії «Нові обличчя»                            | Київська міська наркологічна клінічна лікарня «СОЦІОТЕРАПІЯ», лікар                                                  |
| 8                                                          | Денисенко Юрій Олександрович     | 29.06.1980 | вища                | член Політичної партії «Нові обличчя»                            | Ірпінська міська рада Київської області, секретар міської ради                                                       |
| 10                                                         | Пащинський Олександр Сергійович  | 03.04.1984 | вища                | член Політичної партії «Нові обличчя»                            | ТОВ «Б. І.І. А.К.», юрист                                                                                            |
| 2                                                          | Лобода Наталія Василівна         | 12.03.1957 | вища                | безпартійна                                                      | Пенсіонер |
| 21                                                         | Плешко Максим Валерійович        | 16.06.1983 | вища                | безпартійний                                                     | Ірпінська міська рада Київської області, керуючий справами                                                           |
| 6                                                          | Куценко Святослав Вікторович     | 01.08.1983 | вища                | член Політичної партії «Нові обличчя»                            | ТОВ «Метрокс», директор                                                                                              |
| 19                                                         | Карпенко Богдан Валерійович      | 13.04.1984 | вища                | член Політичної партії «Нові обличчя»                            | тимчасово не працює                                                                                                  |
| 11                                                         | Вишняков Ігор Анатолійович       | 30.04.1968 | вища                | безпартійний                                                     | тимчасово не працює                                                                                                  |
| 4                                                          | Попсуй Анастасія Вікторівна      | 29.11.1985 | вища                | член Політичної партії «Нові обличчя»                            | Ірпінська міська рада Київської області, заступник Ірпінського міського голови                                       |
| 7                                                          | Скрипник Сергій Федорович        | 19.08.1975 | вища                | безпартійний                                                     | КП «УЖКГ Ірпінь», директор                                                                                           |
| 34                                                         | Олійник Олексій Володимирович    | 10.02.1975 | вища                | безпартійний                                                     | Приватний підприємець                                                                                                |
| 18                                                         | Оверко Ігор Іванович             | 01.01.1980 | вища                | член Політичної партії «Нові обличчя»                            | ТОВ "БФ «Синергія», директор                                                                                         |
| 33                                                         | Слюсаренко Богдан Олександрович  | 27.03.1980 | професійно-технічна | член Політичної партії «Нові обличчя»                            | Фізична особа-підприємець                                                                                            |
| ПАРТІЯ "БЛОК ПЕТРА ПОРОШЕНКА «СОЛІДАРНІСТЬ»                |                                  |            |                     |                                                                  | |
| пк                                                         | Шевченко Марія Ігорівна          | 31.03.1991 | вища                | член ПАРТІЇ "БЛОК ПЕТРА ПОРОШЕНКА «СОЛІДАРНІСТЬ»                 | тимчасово не працює                                                                                                  |
| 30                                                         | Кобринець Аркадій Володимирович  | 16.11.1979 | вища                | член ПАРТІЇ "БЛОК ПЕТРА ПОРОШЕНКА «СОЛІДАРНІСТЬ»                 | Товариство з обмеженою відповідальністю «Ковчег», заступник директора                                                |
| 26                                                         | Захлюпаний Володимир Миколайович | 24.09.1960 | вища                | член ПАРТІЇ "БЛОК ПЕТРА ПОРОШЕНКА «СОЛІДАРНІСТЬ»                 | Ірпінська загальноосвітня школа № 13, директор                                                                       |
| 16                                                         | Ковтун Ігор Володимирович        | 25.12.1992 | вища                | член ПАРТІЇ "БЛОК ПЕТРА ПОРОШЕНКА «СОЛІДАРНІСТЬ»                 | тимчасово не працює                                                                                                  |
| 32                                                         | Миронюк Юрій Миколайович         | 26.02.1968 | вища                | член ПАРТІЇ "БЛОК ПЕТРА ПОРОШЕНКА «СОЛІДАРНІСТЬ»                 | Медичний центр «Ескулап», лікар акушер-гінеколог                                                                     |
| політична партія Всеукраїнське об'єднання «Свобода»        |                                  |            |                     |                                                                  | |
| пк                                                         | Мельничук Богдан Омелянович      | 28.07.1956 | вища                | член політичної партії Всеукраїнське об'єднання «Свобода»        | Не працює, пенсіонер                                                                                                 |
| 14                                                         | Чайка Григорій Григорович        | 12.03.1964 | вища                | безпартійний                                                     | Виробниче об'єднання «Укрдержліспроект», генеральний директор                                                        |
| 2                                                          | Кухалейшвілі Лаврентій Юрійович  | 29.07.1982 | вища                | безпартійний                                                     | тимчасово не працює                                                                                                  |
| 4                                                          | Глиняний Сергій Миколайович      | 03.06.1955 | вища                | член політичної партії Всеукраїнське об'єднання «Свобода»        | Приватний підприємець                                                                                                |
| ПОЛІТИЧНА ПАРТІЯ «УКРАЇНСЬКЕ ОБ'ЄДНАННЯ ПАТРІОТІВ — УКРОП» |                                  |            |                     |                                                                  | |
| пк                                                         | Нелюбин Віталій Леонідович       | 14.05.1972 | середня спеціальна  | член ПОЛІТИЧНОЇ ПАРТІЇ «УКРАЇНСЬКЕ ОБ'ЄДНАННЯ ПАТРІОТІВ — УКРОП» | Фізична особа підприємець                                                                                            |
| 28                                                         | Смолянчук Наталія Вікторівна     | 02.02.1971 | вища                | безпартійна                                                      | Національного університету біоресурсів і природокористування України «Ірпінський економічний коледж», викладач       |
| 21                                                         | Король Петро Петрович            | 27.05.1986 | вища                | член ПОЛІТИЧНОЇ ПАРТІЇ «УКРАЇНСЬКЕ ОБ'ЄДНАННЯ ПАТРІОТІВ — УКРОП» | Ірпінське виробниче управління комунального господарства м. Ірпінь, наглядач кладовища                               |
| 36                                                         | Пікулик Василь Серафимович       | 18.02.1946 | вища                | безпартійний                                                     | пенсіонер |
| Партія «Солідарність жінок України»                        |                                  |            |                     |                                                                  | |
| пк                                                         | Олійнич Ольга Романівна          | 26.06.1961 | вища                | член Партії «Солідарність жінок України»                         | Комунальне підприємство «ІРПІНЬЗЕЛНБУД», директор                                                                    |
| 33                                                         | Бідула Людмила Миколаївна        | 31.03.1977 | вища                | член Партії «Солідарність жінок України»                         | Коцюбинська амбулаторія, завідувач                                                                                   |
| 12                                                         | Севастьянова Олена Вікторівна    | 20.12.1968 | вища                | член Партії «Солідарність жінок України»                         | Комунальне підприємство «ІРПІНЬЗЕЛНБУД», заступник директора                                                         |
| політична партія Всеукраїнське об'єднання «Батьківщина»    |                                  |            |                     |                                                                  | |
| пк                                                         | Ковальчук Ярослав Олексійович    | 31.10.1980 | вища                | член політичної партії Всеукраїнське об'єднання «Батьківщина»    | приватне підприємство «Юрком Групп», директор                                                                        |
| 25                                                         | Калічка Артем Андрійович         | 11.07.1980 | вища                | член політичної партії Всеукраїнське об'єднання «Батьківщина»    | Державне підприємство «Генеральна дирекція з обслуговування іноземних представництв», радник Гененрального директора |
| 30                                                         | Молчанов Володимир Володимирович | 04.01.1981 | вища                | член політичної партії Всеукраїнське об'єднання «Батьківщина»    | тимчасово не працює                                                                                                  |
| Партія захисників Вітчизни                                 |                                  |            |                     |                                                                  | |
| пк                                                         | Панасюк Ігор Валерійович         | 08.03.1966 | професійно-технічна | член Партії захисників Вітчизни                                  | Ірпінська регіональна спілка ветеранів Афганістану, голова                                                           |
| 18                                                         | Лехман Іван Ласлович             | 24.08.1983 | вища                | член Партії захисників Вітчизни                                  | Дочірнє підприємство спілки ветеранів Афганістану «Саланг», керівник                                                 |

### Депутати VI скликання
За результатами місцевих виборів 2010 року депутатами ради є:

#### За суб'єктами висування
| Суб'єкт висування                                       | Кількість обраних депутатів | %    |
| ------------------------------------------------------- | --------------------------- | ---- |
| Партія регіонів                                         | 17                          | 47,2 |
| Політична партія Всеукраїнське об'єднання «Батьківщина» | 5                           | 13,9 |
| Політична партія «УДАР»                                 | 4                           | 11,1 |
| Політична партія «Сильна Україна»                       | 2                           | 5,6  |
| Політична партія «Фронт Змін»                           | 2                           | 5,6  |
| Єдиний Центр                                            | 1                           | 2,8  |
| Народна Партія                                          | 1                           | 2,8  |
| Народно-демократична партія (НДП)                       | 1                           | 2,8  |
| Партія Зелених України                                  | 1                           | 2,8  |
| Політична партія Всеукраїнське об'єднання «Свобода»     | 1                           | 2,8  |
| Українська партія                                       | 1                           | 2,8  |

#### За округами
| № округу                                                                             | Прізвище, ім'я, по батькові       | Дата визнання обраним | Освіта | Партійна приналежність                                                                     | Відомості про обраного депутата                                                            |
| ------------------------------------------------------------------------------------ | --------------------------------- | --------------------- | ------ | ------------------------------------------------------------------------------------------ | ------------------------------------------------------------------------------------------ |
| Єдиний Центр                                                                         |                                   |                       |        |                                                                                            |                                                                                            |
| 3                                                                                    | Страховський Андрій Андрійович    | 05.11.2010            | вища   | член Єдиного Центру                                                                        | Відділ фізичної культури Ірпінської міської ради, начальник                                |
| Народна Партія                                                                       |                                   |                       |        |                                                                                            |                                                                                            |
| б/м                                                                                  | Ященко Петро Іванович             | 05.11.2010            | вища   | член Народної партії                                                                       | Ірпінська міська партійна організація Народної Партії, голова організації                  |
| Народно-демократична партія (НДП)                                                    |                                   |                       |        |                                                                                            |                                                                                            |
| 13                                                                                   | Бурчак Олександр Володимирович    | 05.11.2010            | вища   | член Народно-демократичної партії (НДП)                                                    | ТОВ «Трейд», директор                                                                      |
| Партія Зелених України                                                               |                                   |                       |        |                                                                                            |                                                                                            |
| 17                                                                                   | Бідула Людмила Миколаївна         | 05.11.2010            | вища   | позапартійна                                                                               | Коцюбинська лікарня, головний лікар                                                        |
| Партія регіонів                                                                      |                                   |                       |        |                                                                                            |                                                                                            |
| б/м                                                                                  | Ярошенко Ірина Володимирівна      | 05.11.2010            | вища   | член Партії регіонів                                                                       | ЗАТ "Комплекс відпочинку «Заір», адміністратор, директор                                   |
| б/м                                                                                  | Глущенко Леонід Миколайович       | 05.11.2010            | вища   | член Партії регіонів                                                                       | Національний університет державної податкової служби України, провідний фахівець           |
| б/м                                                                                  | Мацелик Тетяна Олександрівна      | 05.11.2010            | вища   | позапартійна                                                                               | Національний університет державної податкової служби України, доцент                       |
| б/м                                                                                  | Сусловець Олександр Павлович      | 05.11.2010            | вища   | член Партії регіонів                                                                       | пенсіонер                                                                                  |
| б/м                                                                                  | Дем'янко Василь Іванович          | 05.11.2010            | вища   | член Партії регіонів                                                                       | ЗАТ «Український мобільний зв'язок», водій                                                 |
| б/м                                                                                  | Кривенко Андрій Вікторович        | 05.11.2010            | вища   | член Партії регіонів                                                                       | ТОВ «Юридична фірма» «Саєнко-Хоренко», юрист                                               |
| б/м                                                                                  | Білецький Олег Ігорович           | 05.11.2010            | вища   | позапартійний                                                                              | Головний відділ податкової міліції ДПІ у Дарницькому районі м. Києва, заступник начальника |
| 2                                                                                    | Войцех Дмитро Петрович            | 05.11.2010            | вища   | член Партії регіонів                                                                       | ТОВ «Украгромашсервіс 2», директор                                                         |
| 4                                                                                    | Алєксєєнко Євген Ігорович         | 05.11.2010            | вища   | член Партії регіонів                                                                       | приватний підприємець, керівник                                                            |
| 6                                                                                    | Гачков Андрій Миколайович         | 05.11.2010            | вища   | член Партії регіонів                                                                       | приватний підприємець, керівник                                                            |
| 8                                                                                    | Олійнич Ольга Романівна           | 05.11.2010            | вища   | член Партії регіонів                                                                       | Громадська організація «Ірпінчани», голова правління                                       |
| 9                                                                                    | Гульчак Володимир Петрович        | 05.11.2010            | вища   | член Партії регіонів                                                                       | Виробниче об'єднання «Укрдержліспроект», генеральний директор                              |
| 10                                                                                   | Недашківський Михайло Миколайович | 05.11.2010            | вища   | член Партії регіонів                                                                       | Національний університет державної податкової служби України, проректор                    |
| 11                                                                                   | Мельник Олена Володимирівна       | 05.11.2010            | вища   | член Партії регіонів                                                                       | ПАТ «Київське спец. РБТ», голова правління                                                 |
| 12                                                                                   | Король Петро Юліанович            | 05.11.2010            | вища   | член Партії регіонів                                                                       | приватний підприємець, керівник                                                            |
| 14                                                                                   | Савчук Галина Євгенівна           | 05.11.2010            | вища   | член Партії регіонів                                                                       | Державний заклад «Ірпінська міська санітарно-епідеміологічна станція», головний лікар      |
| 15                                                                                   | Прилипко Юрій Ілліч               | 05.11.2010            | вища   | член Партії регіонів                                                                       | Приватне мале підприємство «Міраж», генеральний директор                                   |
| Політична партія Всеукраїнське об'єднання «Батьківщина»                              |                                   |                       |        |                                                                                            |                                                                                            |
| б/м                                                                                  | Сотніков Олег Леонідович          | 05.11.2010            | вища   | член Всеукраїнського об'єднання «Батьківщина»                                              | ТОВ «Ірпінське АТП 13250», голова зборів засновників                                       |
| б/м                                                                                  | Ващенко В'ячеслав Миколайович     | 05.11.2010            | вища   | член Всеукраїнського об'єднання «Батьківщина»                                              | приватний підприємець, керівник                                                            |
| 1                                                                                    | Журавель Костянтин Миколайович    | 05.11.2010            | вища   | член Всеукраїнського об'єднання «Батьківщина»                                              | приватний підприємець, керівник                                                            |
| 16                                                                                   | Пєший Валерій Анатолійович        | 05.11.2010            | вища   | член Всеукраїнського об'єднання «Батьківщина»                                              | Держкомзем України, член ліквідаційної комісії                                             |
| 18                                                                                   | Володарська Валентина Михайлівна  | 05.11.2010            | вища   | позапартійна                                                                               | Ірпінська загальноосвітня школа № 18, викладач                                             |
| Політична партія Всеукраїнське об'єднання «Свобода»                                  |                                   |                       |        |                                                                                            |                                                                                            |
| б/м                                                                                  | Мельничук Богдан Омелянович       | 05.11.2010            | вища   | член Всеукраїнського об'єднання «Свобода»                                                  | приватний підприємець                                                                      |
| Політична партія «Сильна Україна»                                                    |                                   |                       |        |                                                                                            |                                                                                            |
| б/м                                                                                  | Кобринець Аркадій Володимирович   | 05.11.2010            | вища   | член Політичної партії «Сильна Україна»                                                    | тимчасово не працює                                                                        |
| б/м                                                                                  | Бусел Тимофій В'ячеславович       | 05.11.2010            | вища   | член Політичної партії «Сильна Україна»                                                    | ТОВ "Видавничо-торгова фірма «Перун», виконавчий директор                                  |
| Політична партія «УДАР (Український Демократичний Альянс за Реформи) Віталія Кличка» |                                   |                       |        |                                                                                            |                                                                                            |
| б/м                                                                                  | Місяць Ярослав Анатолійович       | 05.11.2010            | вища   | член Політичної партії «УДАР (Український Демократичний Альянс за Реформи) Віталія Кличка» | ВГО «Рух Середнього Класу», голова                                                         |
| б/м                                                                                  | Власюк Марина Ігорівна            | 05.11.2010            | вища   | член Політичної партії «УДАР (Український Демократичний Альянс за Реформи) Віталія Кличка» | ВГО «Рух Середнього Класу», заступник голови                                               |
| б/м                                                                                  | Тішин Сергій Борисович            | 05.11.2010            | вища   | член Політичної партії «УДАР (Український Демократичний Альянс за Реформи) Віталія Кличка» | ТОВ «Армобі», директор                                                                     |
| 5                                                                                    | Маркушин Олександр Григорович     | 05.11.2010            | вища   | член Політичної партії «УДАР (Український Демократичний Альянс за Реформи) Віталія Кличка» | ПП «Палій», директор                                                                       |
| Політична партія «Фронт Змін»                                                        |                                   |                       |        |                                                                                            |                                                                                            |
| б/м                                                                                  | Денисенко Юрій Олександрович      | 05.11.2010            | вища   | член Політичної партії «Фронт Змін»                                                        | Товариство з додатковою відповідальність «Дека Консалтинг», директор                       |
| б/м                                                                                  | Калічка Артем Андрійович          | 05.11.2010            | вища   | член Політичної партії «Фронт Змін»                                                        | фізична особа-підприємець                                                                  |
| Українська партія                                                                    |                                   |                       |        |                                                                                            |                                                                                            |
| 7                                                                                    | Вишняков Ігор Анатолійович        | 05.11.2010            | вища   | член Української партії                                                                    | ТОВ «Гарант-житло», президент                                                              |